# Sainte-Nathalène
Sainte-Nathalène è un comune francese di 582 abitanti situato nel dipartimento della Dordogna nella regione della Nuova Aquitania.

## Società

### Evoluzione demografica
Abitanti censiti